# حكايات إمبراطورية قديمة
حكايات إمبراطورية قديمة (بالإنجليزية: Tales of an Ancient Empire)‏ هو فيلم فانتازيا تم إنتاجه في الولايات المتحدة وصدر سنة 2010 بطولة مايكل باري وكيفين سوربو وساشا ميتشيل.

## القصة
تتعرض مملكة أبيلار للخطر، عندما يقوم الباحثون عن الكنوز بفتح مقبرة ملكة مصاصي الدماء شيا المتوحشة وإعادتها للحياة، ويصبح على تانيس شقيقة الملكة الذهاب في مغامرة للبحث عن والدها وإنقاذ المملكة.

## وصلات خارجية
حكايات إمبراطورية قديمة على موقع IMDb (الإنجليزية)
- حكايات إمبراطورية قديمة على موقع روتن توميتوز (الإنجليزية)
- حكايات إمبراطورية قديمة على موقع ألو سيني (الفرنسية)
- حكايات إمبراطورية قديمة على موقع أول موفي (الإنجليزية)
- حكايات إمبراطورية قديمة على موقع قاعدة بيانات الفيلم (الإنجليزية)
- حكايات إمبراطورية قديمة على موقع ليتربوكسد (الإنجليزية)
- حكايات إمبراطورية قديمة على موقع كينوبويسك (الروسية)